# Setermoen
Setermoen es el centro administrativo del municipio de Bardu en Troms, Noruega. Se localiza a 25 km al este de Sjøvegan y a 25 km al sur de Bardufoss.
El concejo municipal declaró ciudad a Setermoen en 1999, pero fue rechazada por el gobierno de Noruega por tener menos de 5000 habitantes. Tiene una población de 2393 habitantes y una densidad de 867 hab/km².

## Ubicación

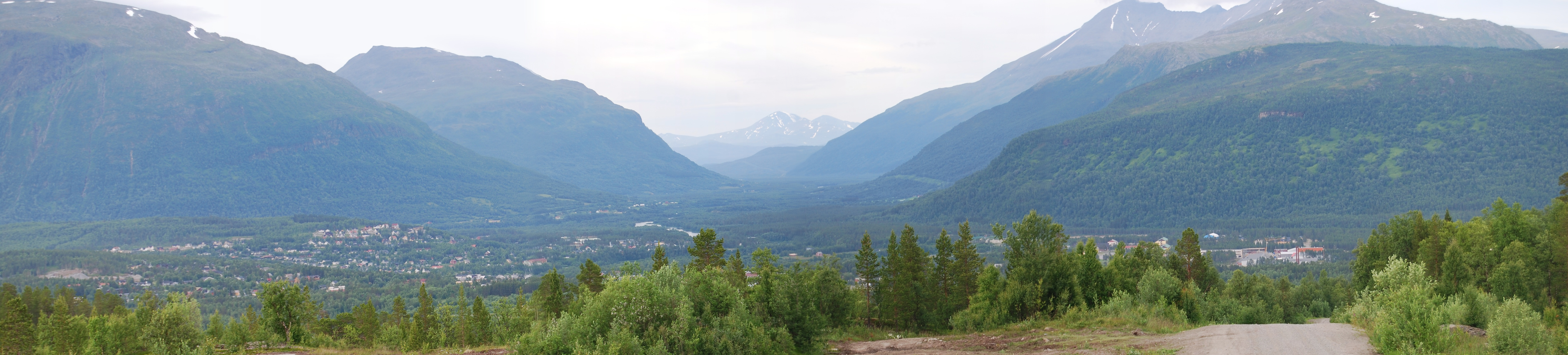
Setermoen se localiza en los valles interiores.

Setermoen se localiza a lo largo del río Barduelva, y en la costa del lago Sætervatnet en el valle de Bardudalen. Está a 23 km del aeropuerto de Bardufoss y a 75 km al este de Harstad. La ruta europea E6 atraviesa el centro del pueblo. La iglesia de Bardu y el campo militar de Setermoen se localizan aquí.

## Campo militar de Setermoen
El centro de entrenamiento militar fue fundado en 1898 a causa de su ubicación estratégica entre las montañas y es de los más antiguos existentes. De cierto modo, las fuerzas armadas se han fusionado con la comunidad debido a su presencia.
En total hay 1000 soldados y 500 oficiales estacionados en el lugar, siendo la guarnición más grande de Noruega. Aquí están los siguientes batallones, que son parte de la Brigada Nord:
- Artilleribataljonen (artillería)
- Panserbataljonen (blindados)
- Sanitetsbataljonen (médicos)
- Etteretningsbataljonen (inteligencia)